# Brodski Drenovac
Brodski Drenovac je selo u istočnoj Hrvatskoj, u istočnom dijelu Požeško-slavonske županije, između Pleternice i Slavonskoga Broda. U sastavu je grada Pleternica. Smjestio se uz obronke Dilj-gore, a proteže se paralelno s rijekom Orljavom.

## Stanovništvo
U Brodskom je Drenovcu, prema popisu stanovništva iz 1991. živjelo 905 stanovnika:
- Hrvati - 881,
- ostale nacionalnosti - 24.

Prema popisu 2011. u selu živi 689 stanovnika.
| broj stanovnika | 513   | 589   | 625   | 846   | 890   | 1065  | 1142  | 1154  | 1078  | 1121  | 1131  | 1134  | 1057  | 905   | 828   | 686   | 532   |
|                 | 1857. | 1869. | 1880. | 1890. | 1900. | 1910. | 1921. | 1931. | 1948. | 1953. | 1961. | 1971. | 1981. | 1991. | 2001. | 2011. | 2021. |

## Gospodarstvo
Osnovna gospodarska djelatnost je ratarstvo, pošto je selo smješteno u plodnoj požeškoj kotlini. Ljudi se bave i stočarstvom i vinogradarstvom.

## Šport
- NK Hrvatski dragovoljac

Memorijalni malonogometni turnir "Antun Kukuruzović, Dragoje Davidović, Vitomir Baltić i Pero Parić" održava se od 1996.

## Vanjske poveznice
- Brodski Drenovac na stranici grada Pleternice  Arhivirana inačica izvorne stranice od 10. veljače 2009. (Wayback Machine)